# 나폴리 왕국 (1806년~1815년)
나폴리 왕국(이탈리아어: Regno di Napoli; 나폴리어: Regno 'e Napule)은 1806년부터 1815년까지 존재했던 이탈리아 남부의 프랑스의 종속국이였다. 부르봉 나폴리와 시칠리아의 페르디난도 4세 및 3세가 나폴레옹에 대항하여 제3차 연합편을 들고, 그 대가로 프랑스 침략에 의해 그의 왕국에서 축출되었다. 나폴레옹의 형인 조제프 보나파르트가 그를 대신하여 설치되었다: 조제프은 그의 자녀들과 손자들에게 세습되도록 "나폴리의 왕자"라는 칭호를 수여했다. 1808년 조제프가 스페인 국왕이 되자 나폴레옹은 그의 처남 원수 조아킴 뮈라를 임명하여 그의 자리를 대신하게 했다. 뮈라는 1815년 나폴리 전쟁에서 오스트리아를 공격한 후 빈 회의에 의해 폐위되었고, 톨렌티노 전투에서 결정적으로 패배했다.

## 상징

1806년 ~ 1808년 조제프 보나파르트가 국왕이 된 후 나폴리의 국기 변형
1808년 ~ 1811년 조아킴 뮈라가 국왕이 된 후 나폴리의 국기 변형
1811년 ~ 1815년 나폴리의 국기 변형
민간기
위대한 문장 1806년 ~ 1808년 조제프 보나파르트
위대한 문장 1808년 ~ 1815년 조아킴 뮈라

## 참고 문헌
- Giuliano Procacci, History of the Italian People, London: 1970.
- Owen Connelly, Napoleon's Satellite Kingdoms, London: 1965.